# Кучерявовладимировка
Кучерявовладимировка (укр. Кучерявоволодимирівка) — село в Чаплинской поселковой общине Каховского района Херсонской области Украины. В 2022 году, во время вторжения России на Украину, село было захвачено. На данный момент находится под оккупацией ВС РФ.
Население по переписи 2001 года составляло 713 человек. Почтовый индекс — 75220. Телефонный код — 5538. Код КОАТУУ — 6525482001.

## Местный совет
75220, Херсонская обл., Чаплинский р-н, с. Кучерявовладимировка, ул. Ленина, 49